# 山崎の戦い
山崎の戦い（やまざきのたたかい）は、天正10年（1582年）6月2日の本能寺の変を受け、6月13日（西暦7月2日）に摂津国と山城国の境に位置する山崎（京都府乙訓郡大山崎町）から勝龍寺城（京都府長岡京市）一帯で、備中高松城の攻城戦から引き返してきた羽柴秀吉の軍と、織田信長を討った明智光秀の軍勢が激突した戦い。
古来天王山の戦いと呼ばれてきた合戦の現代的表現で、山崎合戦とも呼ばれる。

## 経緯

### 背景・合戦まで
天正10年6月2日の本能寺の変勃発時、織田家中の主要な武将ならびに同盟者・徳川家康の動静は次の通りであった。
- 柴田勝家 - 越中魚津城で上杉勢と交戦中（魚津城の戦い）
- 滝川一益 - 上野厩橋城で北条勢を牽制
- 織田信孝、丹羽長秀 - 大坂・堺で四国征伐軍編成中
- 羽柴秀吉 - 備中高松城近辺で毛利勢と交戦中（中国攻め、備中高松城の戦い）
- 徳川家康 - 堺で近習数名と見物中（帰国途路の飯盛山（四條畷市）付近で凶報に接する）

羽柴秀吉は高松城に篭る毛利軍を包囲していたが、守将・清水宗治の申し出を受諾し、近日中に高松城は宗治の自刃によって開城されるはずであった。しかし秀吉は6月3日に本能寺の変の報を入手し、ただちに毛利軍との和議を結ぶ。秀吉は4日に堀尾吉晴・蜂須賀正勝を立会人にして宗治の自刃の検分を行い、翌5日から6日にかけて撤兵すると、6日に沼（岡山城東方）、7日に姫路城、11日には尼崎（尼崎市）に達し、いわゆる「中国大返し」と言われる機敏さで畿内へ急行した。
秀吉の懸念材料は、京都への進路上に勢力を張る摂津衆の動向であった。もし彼らが光秀方に与し足止めを受ければ、短期決戦に持ち込みたいと考えた羽柴軍の計画に狂いが生じる。折しも、本能寺の変の報せを入手した摂津衆の一人・中川清秀から書状が舞い込み、秀吉は「上様（信長）・殿様（信忠）は危難を切り抜け膳所に下る。これに従う福富秀勝は比類なき功績を打ち立てた」という旨の返書を清秀に出した（6月5日付）。ただし、この返書は虚報であった。
一方、摂津の大坂では、四国の長宗我部征伐のために大坂に集結していた神戸信孝（織田信孝）・丹羽長秀は徳川家康の接待のために軍を離れており、本能寺の変の噂を伝え聞いた雑兵の多くは逃亡してしまった。しかし、光秀は安土・近江方面の平定を優先したために大坂・摂津方面への対応は後回しとなり、5日になって長秀と信孝は光秀に内通の疑いがあった光秀の女婿・津田信澄を自刃に追い込むなどして体勢を立て直して光秀と対峙する姿勢を見せた（ただし、信澄が光秀に同調していた証拠はない）。その結果、中川清秀・高山右近を始めとする摂津衆の多くが秀吉軍に味方し、信孝・長秀も4千の兵をまとめて合流し、最終的に秀吉軍は2万を超えた。
羽柴軍は12日に富田で軍議を開き、秀吉は総大将に長秀、次いで信孝を推したが、逆に両者から望まれて自身が事実上の盟主となり（名目上の総大将は信孝）、山崎を主戦場と想定した作戦部署を決定した。
一方、光秀は変後の京の治安維持に当たった後、武田元明・京極高次らの軍を近江に派遣し、京以東の地盤固めを急いだ。これは光秀の居城である坂本城や織田家の本拠地であった安土城の周辺を押さえると共に、当時の織田家中で最大の力を持っていた柴田勝家への備えを最優先したためと考えられる。数日内に近江は瀬田城（山岡景隆・景佐兄弟居城。山岡兄弟は光秀の誘いを拒絶し、瀬田橋を焼き落として抵抗の構えを見せた後、一時甲賀方面に退避）、日野城（蒲生賢秀・賦秀父子居城）などを残し平定された。その傍ら、有力組下大名に加勢を呼びかけたが、縁戚であった細川藤孝・忠興父子は3日に「喪に服す」として剃髪、中立の構えを見せることで婉曲的にこれを拒んだ。奥丹後の領主・一色氏は、明智光秀に味方したので、南丹後の細川氏は軍勢を動かせない状態だった。また、筒井順慶はこれに応じ配下を山城に派遣していたが、秘密裏に秀吉側に加担することにし9日までに居城の大和郡山城で籠城の支度を開始した（ →「成句「洞ヶ峠」」）。
こうした状況下で光秀は10日に秀吉接近の報を受け、急いで淀城・勝龍寺城の修築に取り掛かり、男山に布陣していた兵を撤収させた。しかし、光秀は予想を越える秀吉軍の進軍に態勢を十分に整えられず、2倍から3倍とされる兵力差のまま決戦に臨むこととなった。

### 合戦経過
両軍は12日頃から円明寺川（現・小泉川）を挟んで対陣する。羽柴軍は前夜に中川・高山ら摂津衆が山崎の集落を占拠し最前線に着陣、池田恒興らが右翼に、黒田孝高、羽柴秀長、神子田正治らが天王山（標高270m）山裾の旧西国街道に沿って布陣し、秀吉の本陣はさらに後方の宝積寺に置かれた。これに対して明智軍は御坊塚の光秀の本陣の前面に斎藤利三、阿閉貞征（貞秀）、河内衆、旧幕府衆らが東西に渡って防衛線を張るように布陣し、迎え撃つ構えを取った。当時の山崎には沼地が広がっていたため大軍が通過できるのは天王山と沼の間の狭い空間に限られ、明智軍がその出口に蓋をした形となっている。
局地的な戦闘はあったものの、翌13日（雨天だったと言われる）も対峙は続く。同日午後4時頃、天王山の山裾を横切って高山隊の横に陣取ろうと移動していた中川隊に斎藤隊の右側に布陣していた伊勢貞興隊が襲い掛かり（ →「成句「天王山」」）、それに呼応して斎藤隊も高山隊に攻撃を開始し戦端が開かれた。斎藤・伊勢隊の攻撃を受けた中川・高山両隊は窮地に陥るが、秀吉本隊から堀秀政の手勢が後詰に到着したことで持ちこたえる。天王山麓に布陣していた黒田・秀長・神子田らの部隊は前方に展開し、中川・高山両隊の側面を突くべく天王山中腹を進撃してきた松田政近・並河易家両隊と交戦し、攻防が続いた。
戦局が大きく動いたのは一刻後、淀川（旧流域）沿いを北上した池田恒興・元助父子と加藤光泰率いる手勢が、密かに円明寺川を渡河して津田信春を奇襲。津田隊は三方から攻め立てられ、雑兵が逃げ出したこともあり混乱をきたす。また、池田隊に続くように丹羽隊・信孝隊も右翼から一斉に押し寄せ、光秀本隊の側面を突くような形となった。これを受けて苦戦していた中川・高山両隊も斎藤・伊勢両隊を押し返し、動揺が全軍に広がった明智軍はやがて総崩れとなった。御牧兼顕隊は「我討死の間に引き給え」と光秀に使者を送った後、勢いづく羽柴軍を前に壊滅。光秀は戦線後方の勝龍寺城に退却を余儀なくされるが、主力の斎藤隊が壊走し戦線離脱、黒田孝高らの隊と交戦していた松田政近、殿を引き受けた伊勢貞興らが乱戦の中で討死するなど打撃を受けた。
一方の羽柴軍も前線部隊の消耗が激しく、日没が迫ったこともあり追撃は散発的なものに留まったが、それ以上に明智軍では士気の低下が著しく、勝龍寺城が大軍を収容できない平城だったこともあって兵の脱走・離散が相次ぎ、その数は700余にまで減衰した。光秀は勝龍寺城の北門を密かに脱出して居城坂本城を目指して落ち延びる途中、小栗栖の藪（京都市伏見区、現在は「明智藪」と呼ばれる）で農民の落ち武者狩りに遭い竹槍で刺されて殺害されたとも、その場は何とか逃れたものの致命傷を負ったことで、力尽きて家臣の介錯により自害したとも伝えられる（ →「成句「三日天下」）。光秀の首は翌日には羽柴軍に届き、京都の本能寺、次いで粟田口で晒された。

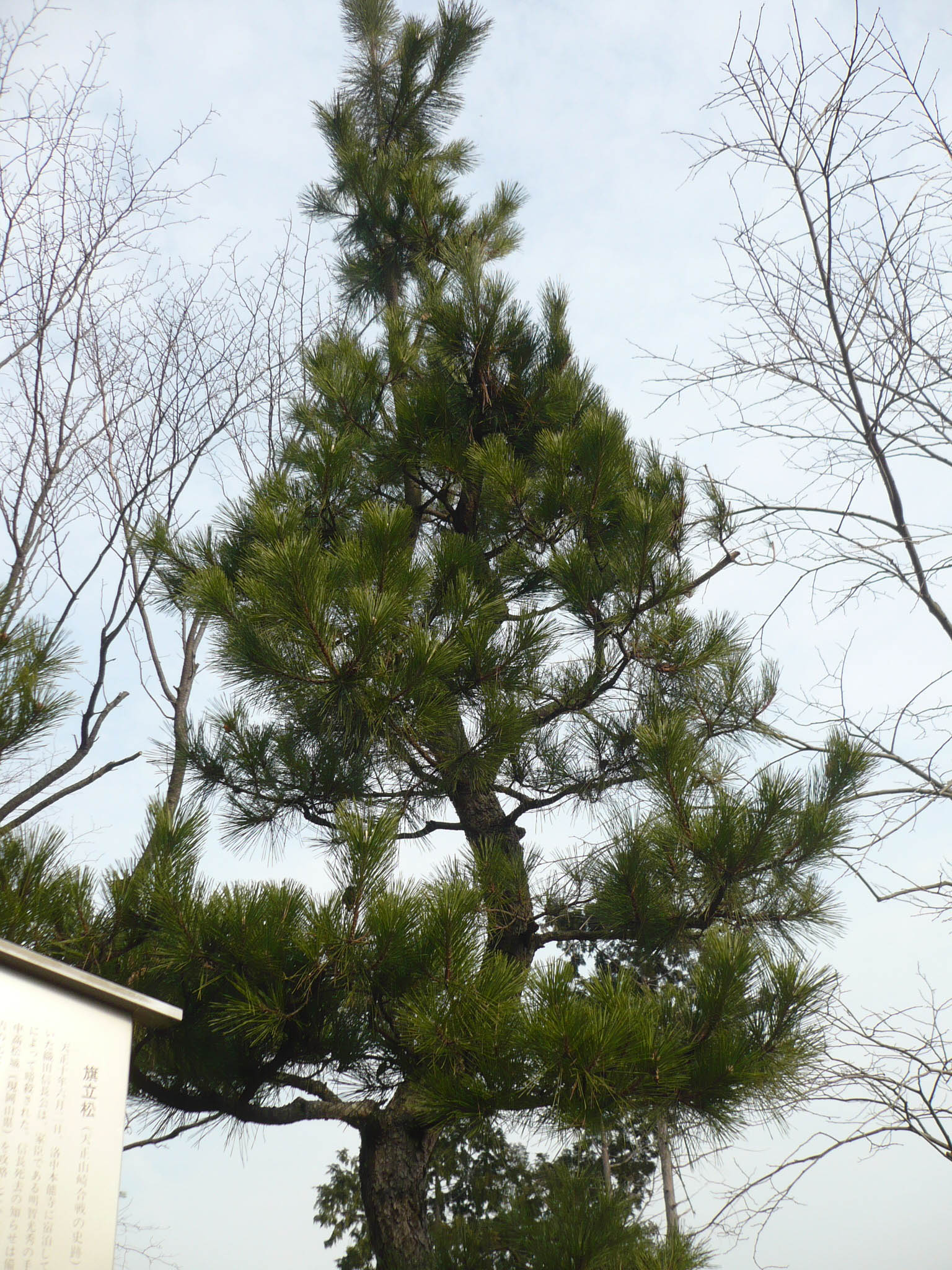
旗立松（6代目）

### 戦後の経過
翌日に勝龍寺城に入り体勢を整えた秀吉は堀秀政を近江への交通路遮断と光秀捜索に派遣し、堀隊は14日に光秀の後詰のために急遽出兵した明智秀満の軍を打出の浜で迎え撃ち撃破した。300余の兵を討ち取られ敗走した秀満は坂本城で相手方に家宝を贈呈した後、光秀の妻子を殺害し、溝尾茂朝、明智光忠と共に自刃した。中川・高山両隊は丹波亀山城に向かい、光秀の息子明智光慶を自刃させ城を占拠。ここに明智氏は僧籍にいた者などを除いて滅んだ。京に入った羽柴軍はさらに16日に長浜城の妻木範賢、佐和山城の荒木行重、山本山城の阿閉貞征・貞大父子、山崎片家らの逃亡または降伏によって近江を平定。17日には斎藤利三が潜伏先の堅田で生け捕りにされ、六条河原で斬首あるいは磔刑に処された。
秀吉は、この信長の弔い合戦に勝利した結果、清洲会議を経て信長の後継者としての地位を固め、天下人への道を歩み始める。清洲会議後の7月19日には、最後に残った光秀方の将である武田元明が丹羽長秀に攻められ自刃、京極高次は妹または姉の竜子（松の丸殿）を秀吉に差し出して降伏した。
光秀の敗因はまず兵力差が挙げられる。これには秀吉の動きが予想を遥かに上回る迅速さだったこと、中国平定のために秀吉が信長軍の主力を任されていたこと、周辺勢力の助力を得られなかったこと（特に畿内の有力大名であった細川・筒井両氏）、兵を近江方面に割いていたこと（ただし、安土城が織田政権の本拠地である以上、その掌握を果たさなければ信長父子を討ち取った意味が喪われる）、など様々な要因が絡んでおり、結果的に光秀は十分な兵力を揃えられないまま京と西国を結ぶ最後の要所である山崎での決戦に挑まざるを得ない状況に立たされた。羽柴方にも強行軍による将兵の疲弊という不安要素はあったが、総じて戦略段階で既に大勢は決していたと言える。
現在の天王山山中には「秀吉旗立ての松」が残っている他、合戦の経過を解説する石板などが設置されている。

## 両軍の参戦武将
- 羽柴軍（約4万0000）
  - 高山右近・木村重茲：2000
  - 中川清秀：2500
  - 池田恒興・池田元助・加藤光泰：5000
  - 丹羽長秀：3000（秀吉本隊の中に入れる資料もある）
  - 織田信孝：4000（秀吉本隊の中に入れる資料もある）
  - 秀吉本隊（羽柴秀長・黒田孝高・蜂須賀正勝・堀秀政・中村一氏・堀尾吉晴・神子田正治・蜂屋頼隆・伊東祐兵など）：20000

秀吉本隊中には他に直番衆として加藤清正、福島正則、大谷吉継、山内一豊、増田長盛、仙石秀久、田中吉政といった顔ぶれもいた。
『太閤記』による光秀軍の構成は、以下の通りである。
- 明智軍（約1万6000）
  - 美濃衆　斎藤利三・斎藤利康・齋藤利宗・柴田勝定[注釈 3]：2000
  - 近江衆　阿閉貞征・阿閉貞大・溝尾茂朝（明智茂朝)・山崎長徳・木村吉清：3000
  - 山城・丹波衆　津田重久・松田政近・並河易家：2000
  - 旧足利幕臣　伊勢貞興・諏訪盛直・御牧兼顕：2000
  - 河内衆　津田正時：2000
  - 光秀本隊　明智秀満 明智光近　安田国継 藤田行政など：5000

その他、小川祐忠、進士貞連、可児吉長、四王天政孝、津田信春（＝津田平蔵とする説あり）妻木広忠、などが参加していた。なお、明智五宿老のうち、光秀の従兄弟の明智光忠のみが、二条城攻撃時の負傷のため合戦に参加できなかった。
また、北畠氏の旧臣の中には山崎の戦いの前に明智軍に合流した者もいた。『多気大正庵法会名帳』によると、北畠氏の上級家臣であったとして推定される大宮光成、松永秀治、畠山高義、大宮吉守ら8名が戦死者として記録されている。

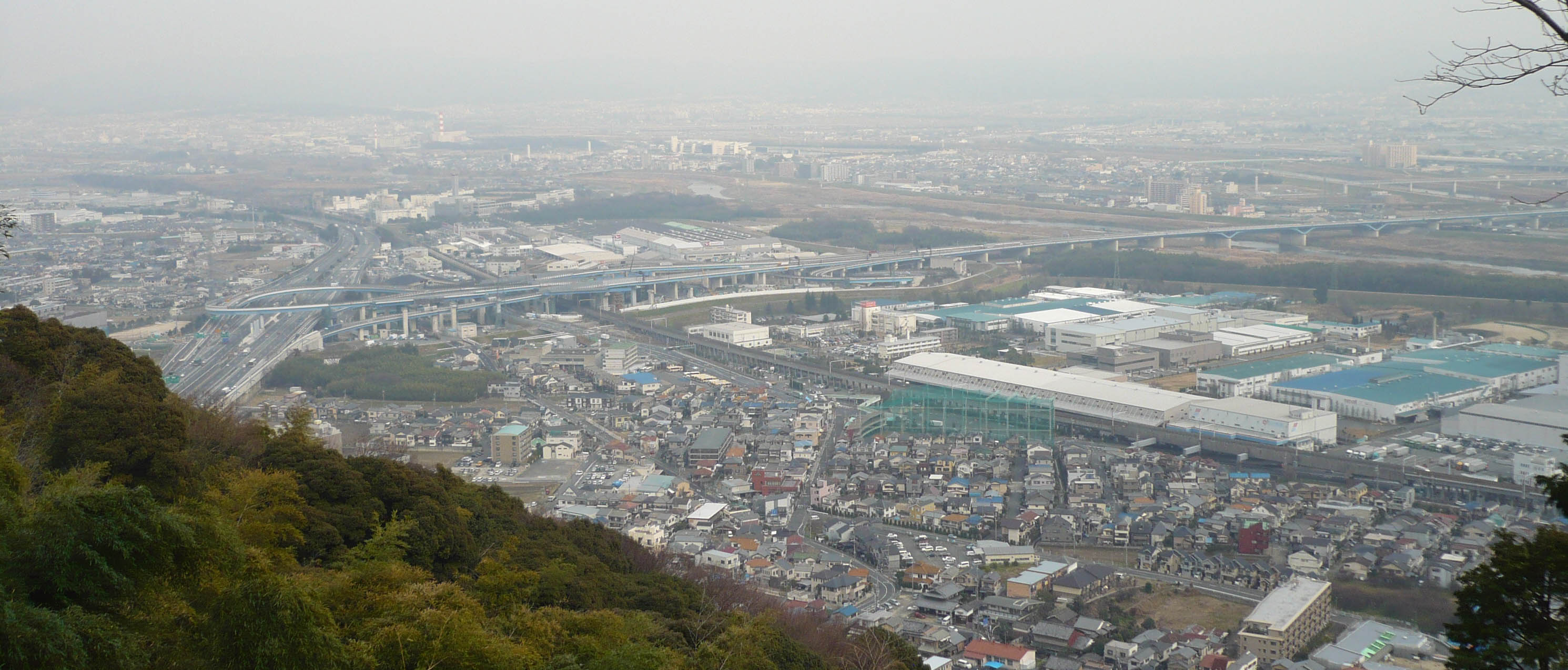
天王山から見下ろす山崎合戦之地。現在の大山崎JCT（写真中央左）あたりを挟んで両軍が対陣したと言われている。

## 他の諸将の動き
柴田勝家
上杉対策を前田利家、佐々成政らに託し京に向かったが、越前・近江国境の柳ヶ瀬峠に到達したところで合戦の報が入り、そのまま清洲城に向かった。
滝川一益
織田信長・信忠の死に乗じて北条軍が上野に侵攻（一説には北条氏政から変についての情報がもたらされ、「北条は手出ししない」という声明もあったが一益はこれを偽計と判断）し、神流川の戦いに至る。第一次合戦で北条勢を退けるものの第二次合戦で大敗し、碓氷峠から本拠地・伊勢に7月に帰還。清洲会議にも参加できず、以後零落の一途をたどる。
徳川家康
いわゆる神君伊賀越えを経て岡崎城から光秀討伐に向かったが、鳴海（一説に熱田。酒井忠次は北伊勢まで進出していた）に到達したところで合戦の情報が入り反転。以後、空白地帯となった甲斐・信濃の領土化を目指し、同じく甲斐・信濃の領土化を目指した北条氏と天正壬午の乱で戦う。

## 成句
二大勢力が争っているときに、有利な方へ味方しようと日和見することを「洞ヶ峠（ほらがとうげ）」という。ものごとの勝敗を決める正念場や運命の分かれ目のことを「天王山（てんのうざん）」という（「天下分け目の天王山」と呼ばれる場合も多いが、正しい使い方でない）。権力を極めて短い期間のみ握ることを「三日天下（みっかてんが／みっかでんか）」という。これらはいずれもこの山崎の戦いに由来する成句である。ただし必ずしも史実に即したものではなく、むしろその伝説に由来している。
「洞ヶ峠」
筒井順慶が成句通りに洞ヶ峠に布陣したということについては、良質の史料では全く確認することができない。『太閤記』のような俗書でも光秀が布陣して順慶を待ったと書かれている｡『増補筒井家記』には、順慶は島左近の勧めで洞ヶ峠に布陣したと書かれているが、この本は誤謬充満の悪本であり、この説は誤りである。ただ日和見順慶という言葉は相当古くからあったようで、それはこの際における順慶の態度を表現している。

「天王山」
山崎の戦いは、天王山の占拠が勝敗を決めたとされ､『太閤記』や『川角太閤記』に書かれていることで、『竹森家記』ではこの説を過剰に主張し､黒田孝高が天王山を早く占拠した方が勝利を得るに相違ないと主張したとか、『永源師檀紀年録』には細川忠興が天王山の西の尾崎を占領したとか、戦闘に参加していない人名までも書かれている。この天王山の争奪戦は良質な史料では全く確認できないものである。つまり天王山の争奪戦が勝敗を決めたというのは作り話であって、事実ではない。天王山での戦闘があったことが具体的に記された一次資料は確認されず、かつて広く使われた「天王山の戦い」は現在では「山崎の戦い（山崎合戦）」と呼ばれるようになっている。

「三日天下」
肥後細川家に伝わる『明智光秀公家譜覚書』には、本能寺の変後光秀が細川藤孝・忠興父子に味方になることを説得した書状が所収されており、その中で光秀は変の後参内し、従三位・中将に叙任された上で征夷大将軍の宣下を受けたと書かれている。この史料の信憑性には疑問の余地があるものの、変後の政局が光秀を中心として展開したことは間違いない。光秀の天下は「三日天下」と比喩されるが、実際には本能寺の変の天正10年6月2日から山崎の戦いの同月13日であり、11日ないし12日間の期間であった。